# Бюше, Андре
Андре Бюше — швейцарский легкоатлет, выступал на дистанции 800 метров. Участник Олимпийских игр 1996, 2000 и 2004 годов. Завершил спортивную карьеру в 2007 году из-за травмы пятки.
В настоящее время, его личный рекорд 1.42,55 занимает 14-ю строчку в мировом рейтинге.

## Достижения
- 1998:  Memorial Van Damme – 1.45,05
- 2000:  Golden Gala – 1.44,44
- 2000:  Weltklasse Zürich – 1.43,72
- 2000:  Memorial Van Damme – 1.43,31
- 2001:  Golden Gala – 1.44,01
- 2001:  Meeting Gaz de France – 1.43,34
- 2001:  Herculis – 1.42,90
- 2001:  Weltklasse Zürich – 1.42,55
- 2001:  Memorial Van Damme – 1.42,75
- 2001:  ISTAF – 1.43,82
- 2002:  ISTAF – 1.45,20
- 2003:  Meeting Gaz de France – 1.44,25